# Редовне линије Спанера
Спанер лети до следећих дестинација, почевши од 6. септембра 2011. године:

## Африка
- Алжир
  - Алжир – Аеродром Хоуари Боумедиенне
  - Оран – Аеродром Оран Ес Сениа
- Гамбија
  - Банџул – Међународни аеродром Банџул
- Мали
  - Бамако – Бамако-Сену међународни аеродром
- Мароко
  - Надор – Међународни аеродром Надор

## Азија
- Израел
  - Тел Авив – Међународни аеродром Бен Гурион
- Турска
  - Истанбул – Аеродром Сабиха Гокчен

## Европа
- Данска
  - Копенхаген – Аеродром Каструп
- Немачка
  - Берлин – Тегел
  - Франкфурт – Аеродром Франкфурт
  - Хамбург – Аеродром Хамбург
  - Минхен – Аеродром Франц Јозеф Штраус
- Италија
  - Бари - Аеродром Бари Карољ Војтила
  - Напуљ – Аеродром Напуљ
  - Венеција – Аеродром Марко Поло
- Малта
  - Малта – Међународни аеродром Малта [Сезонски]
- Русија
  - Чељабинск – Аеродром Чељабинск [Сезонски]
  - Москва – Аеродром Домодедово [Сезонски]
- Србија
  - Београд – Аеродром Никола Тесла
- Финска
  - Хелсинки – Аеродром Хелсинки Ванта
- Француска
  - Марсеј – Аеродром Марсеј
  - Ница – Аеродром Ница Кот Д'Азур
- Хрватска
  - Загреб – Аеродром Загреб [Сезонски]
  - Дубровник – Аеродром Дубровник [Сезонски]
- Шпанија
  - Коруња – Аеродром А Коруња
  - Аликанте – Аеродром Аликанте
  - Астурија – Аеродром Астуријас
  - Барселона – Барселона Ел Прат аеродром База
  - Билбао – Аеродром Билбао
  - Фуертевентура – Аеродром Фуертевентура
  - Гранада – Аеродром Федерико Гарсија Лорка
  - Ибиза – Аеродром Ибиза
  - Ланзароте – Аеродром Ланзароте
  - Лас Палмас де Гран Канарија – Аеродром Гран Канарија
  - Мадрид – Аеродром Барахас
  - Малага – Аеродром Малага
  - Минорка – Аеродром Махон
  - Палма де Мајорка – Аеродром Палма де Мајорка
  - Сантијаго де Компостела – Аеродром Сантијаго де Компостела
  - Севиља – Аеродром Сан Пабло
  - Тенерифе
    - Тенерифе Северни аеродром (Лос Родеос)
    - Тенерифе Јужни аеродром (Краљица Софија)

  - Валенсија – Аеродром Валенсија
  - Виго – Аеродром Виго-Пеинадор
- Шведска
  - Стокхолм – Арланда

## Бивше дестинације
- Аргентина - Буенос Aјрес
- Аусрија - Беч
- Бразил - Рио де Жанеиро, Сао Паоло
- Канада - Торонто
- Хрватска - Дубровник
- Француска - Париз
- Немачка - Штутгарт
- Италија - Анкона
- Либија - Триполи
- Мароко - Маракеш, Танжиер
- Шпанија - Алмерија, Херез, Сан Себастијан
- Сједињене Државе - Вашингтон